# Ordem de Suvorov
A Ordem de Suvorov (em russo: Орден Суворова, tr. Orden Suvorova) foi uma condecoração militar da União Soviética nomeada em honra do marechal Alexander Suvorov (1729–1800). A ordem foi estabelecida durante a Grande Guerra Patriótica por Decreto do Presidium do Soviete Supremo da URSS em 29 de julho de 1942, simultaneamente com as Ordens de Kutuzov e Alexandre Nevsky. A Ordem de Suvorov foi concedida aos comandantes do Exército Vermelho por realizações notáveis no comando de tropas, assim como unidades militares.

## Estatuto
A Ordem de Suvorov foi concedida aos comandantes do Exército Vermelho por realizações notáveis no comando e controle de tropas, excelente organização de operações de combate e determinação e persistência demonstradas em sua implementação, o que resultou na vitória nas batalhas pela Pátria na Guerra Patriótica.
A Ordem de Suvorov de 1º grau era outorgada a comandantes de frentes e exércitos, bem como a seus adjuntos, chefes de estado-maior, líderes de diretorias e departamentos operacionais, além de chefes dos diferentes ramos das forças armadas, como artilharia, força aérea, blindados e morteiros, que atuavam nas frentes de batalha e nos exércitos:
- por uma operação de linha de frente ou de exército excelentemente organizada e executada, na qual um inimigo numericamente superior foi derrotado com menos forças;
- por uma manobra habilmente executada para cercar forças inimigas numericamente superiores, a destruição completa de sua mão de obra e a captura de armas e equipamentos;
- por mostrar iniciativa e determinação na escolha do local do ataque principal, por realizar esse ataque, em consequência do qual o inimigo foi derrotado e nossas tropas mantiveram a capacidade de combate para persegui-lo;
- por uma operação habilidosa e secretamente conduzida, como resultado da qual o inimigo, privado da oportunidade de se reagrupar e trazer reservas, foi derrotado.

A Ordem de Suvorov de 2º grau, foi concedida aos comandantes de corpos, divisões e brigadas, seus adjuntos e chefes de estado-maior:
- por organizar uma batalha para derrotar um corpo ou divisão inimiga, alcançada com menos forças, como resultado de um ataque repentino e decisivo baseado na interação total de poder de fogo, equipamento e mão de obra;
- por romper a linha defensiva moderna do inimigo, desenvolver o avanço e organizar a perseguição implacável, o cerco e a destruição do inimigo;
- por organizar uma batalha enquanto cercado por forças inimigas numericamente superiores, rompendo esse cerco e mantendo a capacidade de combate de suas unidades, suas armas e equipamentos;
- por um ataque profundo realizado por uma unidade blindada na retaguarda do inimigo, como resultado do qual o inimigo recebeu um golpe sensível, garantindo a conclusão bem-sucedida de uma operação do exército.

A Ordem de Suvorov de 3º grau, foi concedida a comandantes de regimentos e batalhões e chefes de estado-maior regimentais. Pelo Decreto do Presidium do Soviete Supremo da URSS de 8 de fevereiro de 1943 (Artigo 4), foi estabelecido (além do estatuto da Ordem de Suvorov) que a Ordem de Suvorov de 3º grau, também pode ser concedida aos comandantes de companhia:
- por organizar a batalha e tomar a iniciativa de escolher o momento para um ataque ousado e rápido a um inimigo superior e destruí-lo;
- pela tenacidade e resistência completa à ofensiva de forças inimigas superiores na manutenção das linhas ocupadas, oposição hábil a todos os meios de combate disponíveis e uma transição decisiva para o ataque.

A Ordem de Suvorov é usada no lado direito do peito. A Ordem de Suvorov de 1ª classe é colocada antes de outras ordens usadas no lado direito do peito, a de 2ª classe é colocada depois da Ordem de Bogdan Khmelnytsky de 1ª classe, e a de 3ª classe é colocada depois da Ordem de Bogdan Khmelnytsky de 2ª classe.

## Descrição

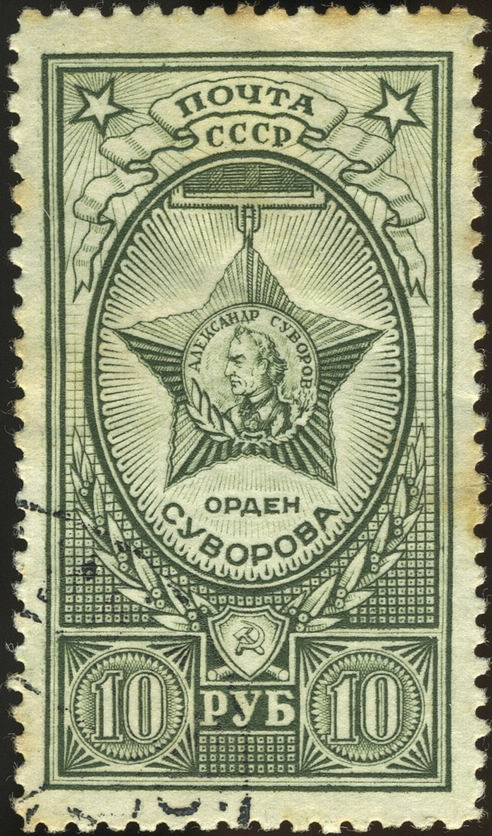
A ordem em selo da URSS de 1943

O distintivo da Ordem de Suvorov de 1ª classe, apresenta-se como uma estrela convexa de platina com cinco pontas, cuja superfície é moldada em forma de raios divergentes. No centro da estrela há um círculo dourado recoberto com esmalte cinza escuro, que contém uma faixa de esmalte vermelho na parte superior. Acima do raio superior da estrela, encontra-se uma pequena estrela esmaltada em vermelho, enquanto ao longo da circunferência superior do círculo destaca-se a inscrição em letras douradas "ALEXANDER SUVOROV" (em russo:АЛЕКСАНДР СУВОРОВ). A parte inferior do círculo é decorada com uma coroa dourada de louros e carvalhos. No interior desse círculo central, está representado um busto em relevo dourado de Suvorov, polido e inspirado em uma gravura de 1818 criada pelo artista N. I. Utkin.
Nas ordens de 2ª e 3 classe, a inscrição "ALEXANDER SUVOROV" é feita com esmalte vermelho em vez de dourado. Além disso, a estrela esmaltada em vermelho localizada no raio superior da versão de 1ª classe está ausente nessas variantes.
A Ordem de Suvorov de 1º grau, é confeccionada em platina, com o círculo central em ouro. Suas dimensões atingem 56 mm entre os vértices opostos da estrela. Quanto às proporções do material, a peça contém 28,995 g de platina, 8,84 g de ouro e 9,2 g de prata, resultando em um peso total de 51,8±1,8 g.
Já o distintivo da Ordem de Suvorov de 2º grau, é feito principalmente de ouro. Nesse modelo, o círculo central, o busto de Suvorov e a coroa são produzidos em prata. Sua composição consiste em 23,098 g de ouro e 12,22 g de prata, culminando em um peso total de 39,2±1,5 g.
O segundo e terceiro graus da ordem são feitos em tamanho reduzido, com 49 mm entre os vértices opostos da estrela.
No reverso, o distintivo tem um pino rosqueado com uma porca para prender a ordem em roupas.
A fita para a ordem é de seda moiré verde, com listras longitudinais laranja:
- para a 1ª claasse, a fita apresentamuma faixa central de 5 mm de largura;
- para a 2ª classe, há duas faixas ao longo das bordas da fita, cada uma com 3 mm de largura;
- para a 3ª classe, a fita com três faixas: uma no centro e duas nas bordas da fita, cada uma com 2 mm de largura.

A largura da barreta é de 24 mm.
Desde o momento da sua criação, em julho de 1942  até junho de 1943  o distintivo da ordem foi preso a uma placa retangular coberta com uma fita moiré vermelha, e um pino roscado com uma porca para fixar em roupas que estava localizado na parte de trás desta placa.
| 1ª classe | 2ª classe | 3ª classe |
| --------- | --------- | --------- |
| Tipo I    |           |           |
|           |           |           |
| Tipo II   |           |           |
|           |           |           |

## História

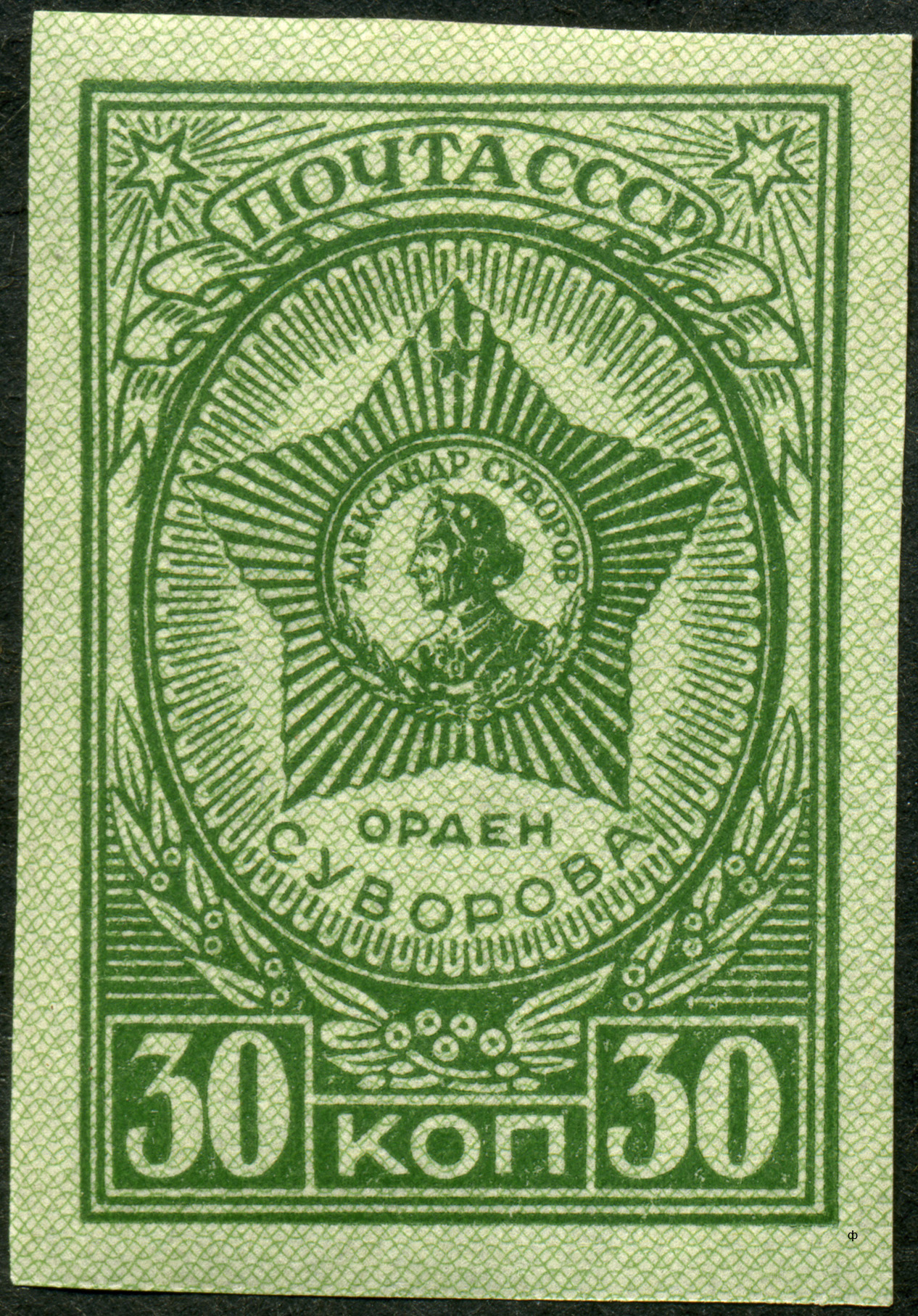
A ordem em selo da URSS de 1944

A Ordem de Suvorov foi a primeira ordem da URSS, que tinha três classes. Ele ocupava o nível mais alto na hierarquia das ordens militares. A Ordem de Suvorov foi estabelecida simultaneamente com a Ordem de Kutuzov, que naquela época tinha duas classes, e a Ordem de Alexander Nevsky, que tinha uma classe. A ordem tinha um caráter “ofensivo” claramente expresso, o que é evidente no estatuto, e era concedida a comandantes de unidades e formações. Às vezes, pela mesma operação pela qual um comandante de unidade recebeu a Ordem de Suvorov, o chefe do estado-maior da mesma unidade poderia receber a Ordem de Kutuzov do mesmo grau. Como exemplo, podemos citar o caso em que o comandante da Frente do Cáucaso Norte, Coronel-General Ivan Petrov, recebeu o posto de General do Exército e a Ordem de Suvorov de 1º grau, pela operação de libertação completa de Cubã e da Península de Taman da ocupação alemã em outubro de 1943. O Chefe do Estado-Maior da Frente do Cáucaso do Norte, Major-General Ivan Laskin, recebeu a patente de Tenente-General e a Ordem de Kutuzov de 1ª classe pela mesma operação.
A decisão de estabelecer ordens específicas para premiar líderes militares foi tomada em junho de 1942, durante os dias de combates mais intensos no sul da URSS, quando as tropas soviéticas estavam recuando para o Dom e o Volga sob ataques alemães, e a sitiada Sebastopol já estava condenada. O estabelecimento das recém-criadas ordens do “comandante” ocorreu no dia seguinte à assinatura da famosa ordem do Comandante Supremo em Chefe nº 227 de 28 de julho de 1942, “Nem um passo atrás!” Os sucessos futuros dos comandantes do Exército Vermelho precisavam ser encorajados. Por isso, eles decidiram se afastar do sistema tradicional de premiação da URSS, segundo o qual qualquer ordem poderia ser concedida a qualquer pessoa indicada para a condecoração: um soldado, comandante, marechal ou civil do Exército Vermelho. De acordo com o plano, novas ordens só poderiam ser obtidas ocupando a posição apropriada. Inicialmente, como uma versão simplificada, foi proposto estabelecer a Ordem do Estandarte Vermelho com espadas para esses propósitos. Havia outras opções, mas no final eles decidiram dar às novas ordens os nomes de grandes líderes militares.
O autor do projeto da Ordem de Suvorov foi o arquiteto do Instituto Central de Design Militar, Pyotr Skokan. O projeto de Skokan foi aprovado pelo comitê de aceitação em 21 de julho de 1942. Por sugestão dos especialistas da Casa da Moeda, algumas alterações foram feitas no projeto original. Os emblemas do segundo e terceiro graus foram reduzidos em 7 mm em comparação ao primeiro grau, e uma estrela de esmalte vermelho foi colocada no raio superior do primeiro grau. Essas mudanças foram legalizadas pelo Decreto de 30 de setembro de 1942.
A primeira concessão da Ordem de Suvorov de 1ª classe, foi aprovada pelo Decreto do Presidium do Soviete Supremo da URSS em 28 de janeiro de 1943. Por este Decreto, 23 generais e marechais foram condecorados com a Ordem de Suvorov de 1ª classe, pela liderança hábil e corajosa de operações de combate e pelos sucessos alcançados como resultado dessas operações em batalhas contra os invasores nazistas. Entre os premiados estavam representantes do Quartel-General do Comando Supremo: Marechal da União Soviética Gueorgui Júkov. (ordem nº 1), General do Exército Aleksandr Vasilevsky (ordem nº 2) e o Marechal de Artilharia Nikolai Voronov (ordem nº 3). Também foram premiados o comandante da Frente Volkhov, General do Exército Kirill Meretskov, o comandante da Frente Sudoeste, Coronel-General Nikolai Vatutin, o comandante da Frente de Leningrado, Coronel-General Leonid Govorov, o comandante da Frente Voronezh, Coronel-General Filipp Golikov, o comandante da Frente de Stalingrado, Coronel-General Andrei Eremenko, o comandante da Frente Don, Coronel-General Konstantin Rokossovsky (ordem nº 5) e o comandante da Frente Sul, Tenente-General Rodion Malinovsky; Comandantes do Exército Tenentes-Generais Pavel Batov, Vasily Kuznetsov, Dmitry Lelyushenko, Ivan Maslennikov, Kirill Moskalenko, Markian Popov, Pavel Rybalko,  Fiodor Tolbukhin, Ivan Chistyakov, Vasily Chuikov,  Mikhail Shumilov e outros.
A primeira concessão da Ordem de Suvorov de 2ª classe, foi feita pelo Decreto do Presidium do Soviete Supremo da URSS em 26 de dezembro de 1942. Este decreto foi concedido ao comandante do 24.º Corpo de Tanques da Frente Sudoeste, Major General Vasily Badanov, por conduzir um ataque profundo na retaguarda do inimigo com a destruição de um grande campo de aviação perto da estação Tatsinskaya, de onde os alemães estavam abastecendo o grupo do General Paulus, cercado perto de Stalingrado. 
O primeiro Cavaleiro da Ordem de Suvorov de 3ª classe foi o Major Zinovy Garanin em 3 de fevereiro de 1943, por infligir, através do uso hábil da experiência tática, grandes danos às forças inimigas superiores. 
A única mulher a receber a Ordem de Suvorov foi a piloto soviética, comandante do 46.º Regimento de Bombardeiros Noturnos da Guarda (“bruxas da noite”) Yevdokyia Bershanskaya , que recebeu a 3ª classe. 
As regras para o uso da ordem, a cor da fita e sua colocação na barra de prêmios foram aprovadas pelo Decreto do Presidium do Soviete Supremo da URSS “Sobre a aprovação de amostras e descrições de fitas para ordens e medalhas da URSS e as Regras para o uso de ordens, medalhas, fitas de ordens e insígnias” datado de 19 de junho de 1943. 

## Fatos
- Apesar do pequeno número de condecorações da Ordem de Suvorov de 3ª classe (4012), não é incomum ver distintivos com os números 8***, 9*** e até 12***. Isso acontece porque foram feitas muito mais ordens de 3ª classe do que as concedidas. Os prêmios foram enviados para diferentes frentes em lotes e, portanto, não foram entregues em ordem numérica.
- Embora o 2º grau da ordem pudesse ser concedido a um comandante não inferior a um comandante de brigada, os seguintes foram concedidos:
  - Capitão Mikhail Yakushev, comandante do batalhão de fuzileiros motorizados da 181.ª brigada de tanques, que capturou o quartel-general da ROA e o general Vlasov pessoalmente em 11 de maio de 1945 na área de Chemnitz (Karl-Marx-Stadt);
  - Tenente-coronel Grigory Zaitsev , comandante do 12.º Regimento de Fuzileiros de Guardas, pela participação na liquidação da cabeça de ponte inimiga Rzhev-Vyazma-Gzhatsk em março de 1943.
- O mais jovem agraciado com a Ordem de Suvorov de 1ª classe foi o Major-General Alexey Radzievsky de 33 anos.
- O único oficial agraciado com a Ordem de Suvorov de 1ª classe que não tinha a patente de general na época da condecoração, foi o Coronel Amazasp Babajanyan.
- Como exceção, os seguintes comandantes de divisão foram agraciados com a Ordem de Suvorov de 1ª classe:
  - Comandante da 2.ª Divisão de Aviação de Propósito Especial do Comando da Força Aérea do Exército Vermelho, Major-General Viktor Grachev , em 7 de dezembro de 1943, por organizar o voo da delegação soviética chefiada por Stalin para Teerã;
  - Comandante da 3.ª Divisão de Cavalaria da Guarda, Major-General Mikhail Yagodin, em 29 de maio de 1945, pela captura das cidades de Stargard, Naugard, Polzin e a captura da Muralha da Pomerânia;
  - Comandante da 14.ª Divisão de Cavalaria da Guarda, Major-General Grigory Koblov, em 29 de maio de 1945 pela participação na batalha de Berlim;
  - Comandante da 17.ª Divisão de Cavalaria da Guarda, Major-General Pavel Kursakov, em 29 de maio de 1945 pela captura das cidades de Stargard, Naugard, Polzin e a captura da Muralha da Pomerânia.

- Em 1981, o Marechal da União Soviética Nikolai Ogarkov foi condecorado com a Ordem de Suvorov de 1ª classe, e em 1982, o Marechal da União Soviética Sergei Sokolov foi condecorado com a Ordem de Suvorov de 1ª classe, embora esses dois líderes militares não tivessem quaisquer méritos militares correspondentes ao estatuto desta ordem. Os prêmios foram entregues ao Afeganistão.
- Entre os agraciados com a Ordem de Suvorov estavam organizadores da produção militar que não tinham relação direta com a condução de operações militares. Por exemplo, Abram Bykhovsky, diretor da fábrica nº 172 (fábricas Motovilikha) em Perm.
- Não houve um único titular pleno da Ordem de Suvorov de todos as três classes.